# Anthems of Rebellion
Anthems of Rebellion — п'ятий студійний альбом шведського мелодійного дез-метал гурту Arch Enemy. Композиції з альбому записали в 2003 році. Реліз альбому відбувся 23 серпня 2003 під лейблом Century Media Records.

## Список пісень
| #   | Назва                         | Автор слів            | Автор музики                          | Тривалість |
| --- | ----------------------------- | --------------------- | ------------------------------------- | ---------- |
| 1.  | «Tear Down the Walls»         | інструментальний трек | Майкл Емотт                           | 0:32       |
| 2.  | «Silent Wars»                 | Ангела Госсов         | К. Емотт, М. Емотт                    | 4:14       |
| 3.  | «We Will Rise»                | М. Емотт              | К. Емотт, М. Емотт                    | 4:06       |
| 4.  | «Dead Eyes See No Future»     | Госсов, М. Емотт      | К. Емотт, М. Емотт                    | 4:14       |
| 5.  | «Instinct»                    | М. Емотт              | М. Емотт                              | 3:36       |
| 6.  | «Leader of the Rats»          | Госсов, М. Емотт      | К. Емотт, М. Емотт, Шарлі Дангело     | 4:20       |
| 7.  | «Exist to Exit»               | Госсов, М. Емотт      | К. Емотт, М. Емотт, Даніель Ерландсон | 5:22       |
| 8.  | «Marching on a Dead End Road» | інструментальний трек | К. Емотт                              | 1:16       |
| 9.  | «Despicable Heroes»           | Госсов                | Ерландсон, М. Емотт                   | 2:12       |
| 10. | «End of the Line»             | М. Емотт              | К. Емотт, М. Емотт                    | 3:35       |
| 11. | «Dehumanization»              | Госсов                | М. Емотт                              | 4:15       |
| 12. | «Anthem»                      | інструментальний трек | М. Емотт                              | 0:56       |
| 13. | «Saints and Sinners»          | Госсов, М. Емотт      | М. Емотт                              | 4:41       |

| Live from the Wages of Sin Campaign 2002 | Live from the Wages of Sin Campaign 2002 | Live from the Wages of Sin Campaign 2002 | Live from the Wages of Sin Campaign 2002 | Live from the Wages of Sin Campaign 2002 |
| #                                        | Назва                                    | Автор слів                               | Автор музики                             | Тривалість                               |
| ---------------------------------------- | ---------------------------------------- | ---------------------------------------- | ---------------------------------------- | ---------------------------------------- |
| 1.                                       | «Lament of a Mortal Soul»                |                                          |                                          | 4:34                                     |
| 2.                                       | «Behind the Smile»                       | М. Емотт                                 | К. Емотт, М. Емотт                       | 3:23                                     |
| 3.                                       | «Diva Satanica»                          | М. Емотт                                 | К. Емотт, М. Емотт                       | 4:10                                     |

| 5.1 DTS Mixes | 5.1 DTS Mixes             | 5.1 DTS Mixes    | 5.1 DTS Mixes                 | 5.1 DTS Mixes |
| #             | Назва                     | Автор слів       | Автор музики                  | Тривалість    |
| ------------- | ------------------------- | ---------------- | ----------------------------- | ------------- |
| 4.            | «Exist to Exit»           | Госсов, М. Емотт | К. Емотт, М. Емотт, Ерландсон | 5:22          |
| 5.            | «Leader of the Rats»      | Госсов, М. Емотт | К. Емотт, М. Емотт, Дангело   | 4:22          |
| 6.            | «Dead Eyes See No Future» | Госсов, М. Емотт | К. Емотт, М. Емотт            | 4:15          |